# Drymophila striaticeps
A Drymophila striaticeps a madarak osztályának verébalakúak (Passeriformes) rendjébe és a hangyászmadárfélék (Thamnophilidae) családjába tartozó faj.

## Rendszerezése
A fajt Frank Michler Chapman amerikai ornitológus írta le 1912-ben, a Drymophila caudata alfajaként, Drymophila caudata striaticeps néven.

## Előfordulása
Az Andokban, Bolívia, Ecuador, Kolumbia és Peru területén honos. Természetes élőhelyei a szubtrópusi vagy trópusi síkvidéki és hegyi esőerdők, valamint ültetvények. Állandó, nem vonuló faj.

## Megjelenése
Testhossza 14,5–15,5 centiméter, testtömege 11–13 gramm.

## Életmódja
Rovarok és valószínűleg pókokkal táplálkozik.

## Természetvédelmi helyzete
Az elterjedési területe rendkívül nagy, egyedszáma pedig stabil. A Természetvédelmi Világszövetség Vörös listáján nem fenyegetett fajként szerepel.